# Liste der Bodendenkmäler in Feldkirchen (Niederbayern)
Auf dieser Seite sind die Bodendenkmäler in der niederbayerischen Gemeinde Feldkirchen zusammengestellt. Diese Tabelle ist eine Teilliste der Liste der Bodendenkmäler in Bayern. Grundlage ist die Bayerische Denkmalliste, die auf Basis des Bayerischen Denkmalschutzgesetzes vom 1. Oktober 1973 erstmals erstellt wurde und seither durch das Bayerische Landesamt für Denkmalpflege geführt wird. Die folgenden Angaben ersetzen nicht die rechtsverbindliche Auskunft der Denkmalschutzbehörde.

## Bodendenkmäler in Feldkirchen
| Lage       | Objekt                                                                                                 | Akten-Nr.     | Bild |
| ---------- | --- | ------------- | ---- |
| (Standort) | Verebnete Grabhügel der Bronzezeit.                                                                    | D-2-7140-0108 |      |
| (Standort) | Siedlung vor- und frühgeschichtlicher Zeitstellung.                                                    | D-2-7140-0113 |      |
| (Standort) | Siedlungen des Jungneolithikums (Münchshöfener Gruppe), der Bronze-, Urnenfelderzeit                   | D-2-7141-0195 |      |
| (Standort) | Bestattungsplatz der Urnenfelderzeit.                                                                  | D-2-7141-0196 |      |
| (Standort) | Siedlungen des Mittelneolithikums (Gruppe Oberlauterbach), des Jungneolithikums                        | D-2-7141-0198 |      |
| (Standort) | Siedlungen des Mittelneolithikums (Stichbandkeramik, Gruppe Oberlauterbach)                            | D-2-7141-0199 |      |
| (Standort) | Siedlungen vor- und frühgeschichtlicher Zeitstellung, u. a. der Linearbandkeramik                      | D-2-7141-0201 |      |
| (Standort) | Siedlungen des Mittelneolithikums (Stichbandkeramik) des Jungneolithikums                              | D-2-7141-0202 |      |
| (Standort) | Siedlungen des Mittel- und Spätneolithikums (Münchshöfener und Altheimer Gruppe).                      | D-2-7141-0203 |      |
| (Standort) | Siedlungen der Linearbandkeramik, des Mittelneolithikums (Stichbandkeramik)                            | D-2-7141-0205 |      |
| (Standort) | Verebnetes Grabenwerk vor- und frühgeschichtlicher Zeitstellung sowie Siedlungen                       | D-2-7141-0209 |      |
| (Standort) | Siedlungen des Jungneolithikums (Altheimer Gruppe), der Urnenfelder- und Latènezeit                    | D-2-7141-0211 |      |
| (Standort) | Siedlungen vor- und frühgeschichtlicher Zeitstellung, u. a. der Urnenfelderzeit.                       | D-2-7141-0212 |      |
| (Standort) | Siedlungen der Linearbandkeramik, des Mittelneolithikums (Gruppe Oberlauterbach)                       | D-2-7141-0213 |      |
| (Standort) | Verebnete Grabhügel vorgeschichtlicher Zeitstellung, Grabenwerk des Jungneolithikums                   | D-2-7141-0214 |      |
| (Standort) | Siedlungen vor- und frühgeschichtlicher Zeitstellung, u. a. der Latènezeit.                            | D-2-7141-0217 |      |
| (Standort) | Siedlungen vor- und frühgeschichtlicher Zeitstellung, u. a. der Linearbandkeramik.                     | D-2-7141-0218 |      |
| (Standort) | Verebneter Grabhügel vorgeschichtlicher Zeitstellung.                                                  | D-2-7141-0219 |      |
| (Standort) | Siedlung vor- und frühgeschichtlicher Zeitstellung.                                                    | D-2-7141-0220 |      |
| (Standort) | Siedlung vor- und frühgeschichtlicher Zeitstellung.                                                    | D-2-7141-0221 |      |
| (Standort) | Siedlung vor- und frühgeschichtlicher Zeitstellung.                                                    | D-2-7141-0222 |      |
| (Standort) | Siedlung vor- und frühgeschichtlicher Zeitstellung.                                                    | D-2-7141-0225 |      |
| (Standort) | Siedlung vor- und frühgeschichtlicher Zeitstellung.                                                    | D-2-7141-0227 |      |
| (Standort) | Verebnete Grabhügel vorgeschichtlicher Zeitstellung, davon einer mit Kreisgraben.                      | D-2-7141-0228 |      |
| (Standort) | Verebneter Grabhügel vorgeschichtlicher Zeitstellung.                                                  | D-2-7141-0229 |      |
| (Standort) | Bestattungsplatz des Endneolithikums (Glockenbecherkultur).                                            | D-2-7141-0231 |      |
| (Standort) | Untertägige frühneuzeitliche Befunde und Funde im Bereich der Kath. Filialkirche                       | D-2-7141-0232 |      |
| (Standort) | Siedlungen vor- und frühgeschichtlicher Zeitstellung, u. a. der Metallzeiten.                          | D-2-7141-0233 |      |
| (Standort) | Siedlung vor- und frühgeschichtlicher Zeitstellung.                                                    | D-2-7141-0235 |      |
| (Standort) | Verebnete Grabhügel vorgeschichtlicher Zeitstellung.                                                   | D-2-7141-0236 |      |
| (Standort) | Siedlung vor- und frühgeschichtlicher Zeitstellung.                                                    | D-2-7141-0237 |      |
| (Standort) | Verebnete Grabhügel vorgeschichtlicher Zeitstellung sowie Siedlungen vor- und frühgeschichtlichen Zeit | D-2-7141-0238 |      |
| (Standort) | Verebnete Viereckschanze der späten Latènezeit sowie verebnete Grabhügel                               | D-2-7141-0243 |      |
| (Standort) | Verebnete Grabhügel vorgeschichtlicher Zeitstellung.                                                   | D-2-7141-0247 |      |
| (Standort) | Siedlung vor- und frühgeschichtlicher Zeitstellung.                                                    | D-2-7141-0248 |      |
| (Standort) | Verebnete Grabhügel vorgeschichtlicher Zeitstellung.                                                   | D-2-7141-0249 |      |
| (Standort) | Siedlung vor- und frühgeschichtlicher Zeitstellung.                                                    | D-2-7141-0251 |      |
| (Standort) | Untertägige mittelalterliche und frühneuzeitliche Befunde und Funde im Bereich der Kath. Kirche        | D-2-7141-0403 |      |
| (Standort) | Untertägige mittelalterliche und frühneuzeitliche Befunde und Funde im Bereich der Kath. Kirche        | D-2-7141-0405 |      |
| (Standort) | Untertägige mittelalterliche und frühneuzeitliche Befunde und Funde im Bereich der Kath. Kirche        | D-2-7141-0407 |      |
| (Standort) | Untertägige mittelalterliche und frühneuzeitliche Befunde und Funde im Bereich der Kath. Kirche        | D-2-7141-0409 |      |